# Assiminea possietica
Assiminea possietica е вид охлюв от семейство Assimineidae.

## Разпространение и местообитание
Видът е разпространен в Русия (Приморски край).
Обитава крайбрежията на сладководни басейни и лагуни.